# Moonfog Productions
Moonfog Productions est un label norvégien spécialisé dans le Black metal.
Le label a été fondé en 1993 par Satyr du groupe Satyricon et Tormod Opedal. La première production du label a été le premier album studio du groupe de Satyr, Dark Medieval Times.

## Artistes
- Darkthrone
- Dødheimsgard
- Disiplin
- Eibon
- Gehenna
- Isengard
- Khold
- Neptune Towers
- Satyricon
- Storm
- Thorns
- Wongraven